# Cap Ashizuri
Le cap Ashizuri (足摺岬, Ashizuri-misaki) est un cap situé dans le sud-ouest de l'île de Shikoku, à Tosashimizu au Japon. C'est le point le plus méridional de l'île. Il fait partie du parc national d'Ashizuri-Uwakai. Le phare à son extrémité a été construit en 1914.